# غيلبرت كارسون (مدرب كرة سلة)
غيلبرت كارسون (بالإنجليزية: Gilbert Carson)‏ هو مدرب كرة سلة أمريكي، ولد في 8 يوليو 1901، وتوفي في 27 أكتوبر 1988 في وينثروب في الولايات المتحدة.